# Domènec Corominas i Prats
Domènec Corominas i Prats (Barcelona, 28 d'abril de 1870 – Barcelona, 7 de maig de 1946), fou un metge, dramaturg, traductor, dibuixant i exlibrista català. Va col·laborar com a il·lustrador a les revistes Cu - cut!, Mediterrània i Vida, a part d'exercir de director de la revista bergadana Lo pi de les tres branques l'any 1898. Corominas va obtenir un notable reconeixement en la Barcelona del primer quart del segle xx, gràcies a la seva dilatada obra dramàtica, formada per traduccions d'autors clàssics com Eurípides o Èsquil i dels francesos Paul Hervieu (1857 - 1915) i Eugène Brieux (1858 - 1932) i per les obres originals que va escriure amb el seu germà Vicenç, entre les quals destaquen La Burgeseta (1910), Bestia Assenyalada (1912) o Ditxós termòmetre! (1920). Domènec Corominas i Prats va combinar durant tota la seva vida els seus coneixements mèdics, la bona traça amb el dibuix, una mirada irònica cap a la classe burgesa i un ferm compromís per la millora de les condicions higièniques de les escoles.

## Biografia
Domènec Corominas i Prats neix a Barcelona l'1 de maig de 1870 en el si del matrimoni format per l'enginyer industrial Domingo Corominas i Torrents, i Teresa Prats i Font. El naixement té lloc al carrer Cadis, núm. 11, en els voltants del Parc del Turó del Putxet, en el districte benestant de Sarrià Sant Gervasi. És precisament en aquesta dècada, 1870, que la petita muntanya (178m) que s'estén entre Sant Gervasi i Vallcarca, rep la major afluència de població en tota la seva història, a causa de la decisió de la burgesia barcelonina de traslladar el seu lloc de residència lluny de les condicions urbanes de la vella ciutat comtal. Set anys després, neix el seu germà menor Vicenç Corominas i Prats (1877 - 1961), amb qui col·labora literàriament al llarg de la seva vida en obres com La Burgeseta (1909) o Ditxós Termòmetre (1920).
Poc després, la família es traslladarà al carrer Bruc, núm. 97, adreça que consta en el seu certificat acadèmic com a estudiant a la Universitat de Barcelona. En aquest mateix carrer, però diferent número, morirà a 76 anys, el 7 de maig de 1946. En la seva acta de defunció consta com a solter i per tant, sense descendència legítima.
A 15 anys, Corominas obté el Grau de Batxiller a l'Institut de Barcelona pel curs 1884 - 1885. L'expedient acadèmic mostra que les qualificacions es limiten a ‘aprovat’ en la majoria d'ocasions, sent Història Natural i Fisiologia i Higiene, aglutinades en una convocatòria, l'única qualificació considerada digna de ‘notable’. Corominas complementa el programa acadèmic amb dos cursos de Llengua Francesa, una elecció que assenyala la iniciació de l'autor en el coneixement de la llengua gal·la que després desenvoluparà en les traduccions al català de textos de Paul Hervieu (1857 - 1915) i Eugène Brieux.
A continuació, i només amb 15 anys, el jove Corominas entra en la Facultat de Medicina de la Universitat de Barcelona, institució de la qual sortirà amb 21 anys i havent obtingut el títol de Llicenciat el 15 de juny de 1891.

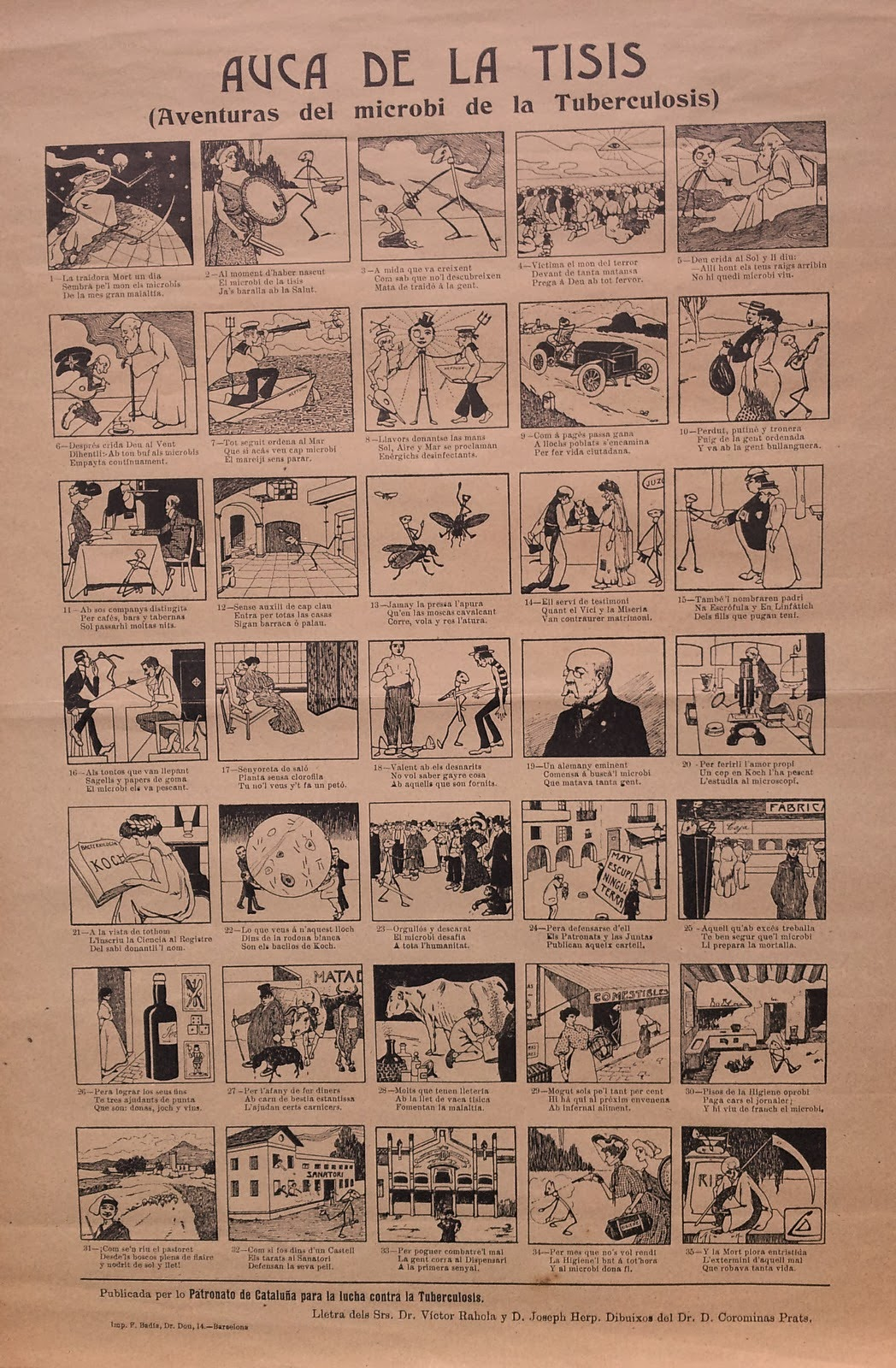
Auca de la tisis. Aventures del microbi de la Tuberculosis

És en el si d'aquesta facultat que, aquest mateix any, professors i metges funden L'Acadèmia d'Higiene de Catalunya, una entitat que pretenia estudiar els problemes higiènics de l'escolarització espanyola per lluitar en favor d'una millor salubritat en els centres educatius. En els primers anys de funcionament, tenen lloc freqüents sessions científiques i diverses publicacions periòdiques, entre les quals destaca en 1904, i després d'un breu període d'inactivitat, la fundació de Vida: revista de cultura étnica y social (1904 - 1906), publicació en la qual Corominas i Prats exerceix com a director artístic i literari, almenys en 1906. El setembre del 1904, Vida assumeix el rol de Butlletí del Patronat de Catalunya per a la Lluita contra la Tuberculosi i, en aquest marc, és el mateix Corominas l'encarregat de realitzar les il·lustracions de l'Auca de la Tisis. Aventures del microbi de la Tuberculosi, un pamflet informatiu sobre el virus amb lletra del doctor Rahola i de Josep Herp.
Malgrat aquestes actuacions, la implicació de Corominas en la millora de l'educació, apostant per la renovació d'instal·lacions així com pel canvi en la metodologia d'ensenyament, havia començat abans: formalment, des de la seva acceptació com a soci en la Societat Barcelona d'Amics de la Instrucció, fundada en 1884 per un grup plural entre els quals es trobava Francesc Pi i Margall. El seu compromís amb el binomi higiene i educació continua amb els anys, tal com demostra la seva participació en l'Ateneu Obrer de Barcelona en qualitat d'inspector higiènic, a part de director de tal entitat en 1910. A aquesta entitat estarà vinculat posteriorment en diferents càrrecs (sotssecretari i vicepresident).
El desembre de 1911, Corominas Prats, mogut per la doble vocació de metge i artista, comença a fer una sèrie de conferències 'd'anatomia artística' als socis i alumnes de l'entitat Arts, ubicada a la riera de Sant Joan.

## Obra

### Faceta literària
La seva primera aportació al món de les lletres arriba com a director de la revista catalanista de Berga Lo Pi de les Tres branques en 1898, les edicions de la qual cessen en 1913 per reprendre l'activitat al juny de 1917 sota la gestió de la Unió Catalanista.
La seva faceta de dramaturg s'estrena el 3 de gener de 1909 en el Teatre Novetats amb Els dides', la traducció catalana que fa, amb Manuel Ainaud, de Les Remplaçantes d'Eugène Brieux (1858 - 1932). Aquesta estrena arriba als 39 anys, així que es tracta d'una obra tardana però abundant i continua fins als 50 i publicant més d'una obra per any fins a 1921. En 1910, es publica l'Enigma, la traducció catalana de l'obra original del novel·lista i dramaturg francès Paul Hervieu (1857 - 1915).

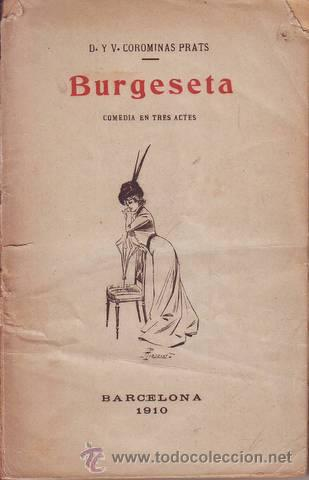
La Burgeseta (1909), primera obra original dels germans Corominas.

Les obres originals com La Burgeseta (1910), Bèstia assenyalada (1912), La Usufructuària: (1919) o Ditxós termòmetre! (1920), són creacions conjuntes dels germans Corominas i Prats que ironitzen “amablement sobre els costums burgesos”, d'acord amb la convulsió social que es viu al primer terç del segle xx a la ciutat comtal.
La trajectòria dramàtica està formada per les següents obres:
- Les dides (1909) - versió catalana de Les Remplaçantes d’Eugène Brieux.
- Burgeseta (1910) - amb V. Corominas Prats
- L'enigma (1910) - versió catalana de L'Énigme de Paul Hervieu.
- Bestia assenyalada (1912) - amb V. Corominas Prats
- Esquirols i vaguistes: monòleg representable (1912)

- Institut d'apicultura: sainet (1914)
- El preferit (1914) amb V. Corominas Prats
- Al museu: sainet. (1915) amb V. Corominas Prats
- Dolça llar!: comedia en un acte, pròleg d’un drama (1917) - amb V. Corominas Prats
- La Usufructuària: (1919) - amb V. Corominas Prats
- Ditxós termòmetre!: (1920) - amb V. Corominas Prats
- La parenta pobra (1921)
- Titella Sportsman (1921) - amb V. Corominas Prats
- Monolechs (1913-1921)

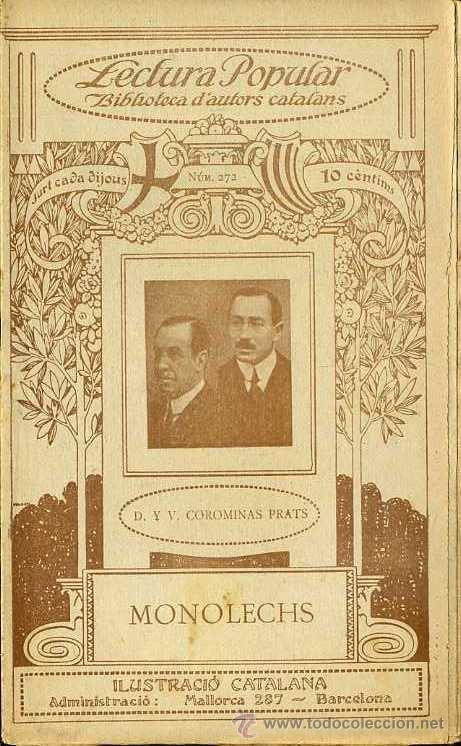
Portada de Monolechs a la revista Il·lustració Catalana. Fotografia dels germans Corominas: a l'esquerra Domènec; a la dreta, Vicenç.

En la seva trajectòria com a dramaturg també cal indicar les adaptacions d'obres clàssiques com la Filoceteres i Hècuba d’Eurípides o l'Àiax de Sòfocles. No obstant això, és en el marc de la celebració del Teatre de la Naturalesa de Roses que Corominas Prats, en companyia del seu germà Vicenç, mostra el seu talent en l'adaptació d'obres de teatre de la Grècia Clàssica. Encàrrec d’August Pi i Sunyer, els germans presenten una festa hel·lènica en 1912, 1913 i 1914 amb un programa ampli d'obres: drames com Filoctetes de Sòfocles, Prometeu d'Èsquil i El cíclope d’Eurípides; lírica de Tirteu i d’Anacreont, i fragments d'emblemes de la literatura clàssica com Homer. Aquesta iniciativa s'emmarca en la tasca de la Mancomunitat de Catalunya, en mans de la Lliga Regionalista, que insistia a recuperar l'origen grecollatí del poble.
Les seves adaptacions dels autors hel·lens van ser recollits de forma periòdica entre 1913 i 1921 en la secció ‘La Llengua catalana a Grècia’ de la revista La Il·lustració Catalana i el mateix Corominas les emmarca en un cicle literari que funda amb el nom de 'Quadre Dramàtic del Teatre Grec' i que compta com amb el grup d'actors Casa de La Família. Les seves traduccions no es limiten al drama, sinó que també s'atreveix amb l'obra lírica dels Fenòmens del poeta grec Arat (310 - 240 aC).
Amb la traducció de les obres gregues clàssiques al català, aquest autor manifesta l'admiració que sent per la cultura hel·lènica alhora que contribueix a enriquir la llengua catalana. La seva participació en el Primer Congrés Internacional de la Llengua Catalana celebrat l'any 1906 dona mostra d'aquest compromís amb la llengua autòctona.
A part d'aquestes obres dramàtiques, la seva trajectòria literària també consta d'obres en forma d'assajos, com ‘Evasió’ o ‘Pedagogia científica’ (1917), inclosos en l'antologia Monolechs (1913-21).

### Faceta artística
Domènec Corominas i Prats demostra els seus dots com a caricaturista en diferents revistes catalanes: Mediterrània, Vida, i amb especial rellevància, en la revista satírica Cu- cut!, en la qual col·labora de forma activa durant els primers anys de la publicació. La seva absència en el registre d'alumnes de la Reial Acadèmia Catalana de Belles a Sant Jordi condueix a pensar que podria haver obtingut una formació en una entitat privada o de forma autodidàctica. No obstant això, Corominas aconsegueix cert reconeixement en el món de la caricatura d'humor, arribant a formar part del Comitè Artístic de Saló dels Humoristes durant les dues edicions (1916 - 1918) organitzades pel també dibuixant Joan Grau i Miró (1883 - 1918).
A causa de la falta d'accessibilitat als dibuixos apareguts en les dues primeres revistes (Mediterrània i Vida). l'imaginari artístic de Corominas es descobreix a través dels seus dibuixos publicats al Cu-Cut!. Les caricatures, d'una grandària no superior a un quart de revista, tenen una o un parell de figures, que generalment, estan situades sobre un fons blanc o de difícil identificació. L'absència total del detall en el context obliga a l'espectador a posar l'atenció en l'anecdòtica situació que apareix representada, i que és explicada, en moltes ocasions, pel títol que acompanya el dibuix i per un text breu que simula reproduir el diàleg entre els personatges que apareixen en l'obra. Les figures estan representades de perfil i el seu rang social està definit a través del vestuari, element al qual Corominas dedica gran detall. Les persones que apareixen als dibuixos corresponen a la classe alta, encara que també hi ha espai per les classes més humils.
Els motius de les caricatures es troben d'acord amb la seva trajectòria artística i vital: encaixen perfectament amb l'acidesa i ironia que li dedica a la classe burgesa en les seves obres dramàtiques com La Burgeseta, amb el seu gust per la cultura i amb el seu compromís social en la millora de l'escolarització. Alguns dels seus dibuixos com “Seguint monuments” denuncien l'immobilisme de la classe benestant i ridiculitzen el seu afany d'ostentació, mentre que les obres protagonitzades per les criades de les cases burgeses apareixen com a éssers enginyosos que s'aprofiten de la ignorància infinita dels senyors. També surten representats en escenes quotidianes a la volta d'un viatge o en un passeig, que no tenen més pretensió que la representació d'un instant anecdòtic.
Els temes culturals s'aborden sempre a través de les figures burgeses, que participen del gust de l'alta cultura amb visites a entitats com El Liceu, l'Ateneu o el Teatre i gaudint del gran ressò wagnerista a Barcelona en la primera meitat del xx.
Però Corominas Prats també deixa espai per a la reivindicació per la millora de l'educació i la salut dels més petits, com ho mostra en ‘Sobre l’alliberació d’en Methuen’ i en “Lliçó d’àlgebra’ on denuncia la necessitat de canvi de la metodologia de l'ensenyament.
L'estil artístic d’en Corominas pot ser variable. De vegades els dibuixos de l’autor estan composts per traços fins i plànols de variats grisos. Així formen il·lustracions senzilles que presenten un caràcter especialment gràfic, molt propi d'aquesta època que es veu influenciada per l'estètica japonesa, prerrafaelita y simbolista. Altres dels seus dibuixos mantenen un estil més tradicional, on l’ombreig dona profunditat al dibuix i el resultat torna més realista. A més del blanc, negre i els diferents grisos, també hi trobem alguns exemples molt excepcionals en els quals l'autor empra el vermell per destacar certs elements o ho fa servir com a color de traç.
Encara que no empra la distorsió còmica comuna en publicacions satíriques com en el cas del ¡Cu-cut!, les seves figures acostumen a ser lleugerament allargades i delicades, amb una tendència estilitzada que pot recordar a les figures decoratives d'Alexandre de Riquer i Ynglada. Podem trobar similituds amb l'estil d'alguns dels seus companys a la publicació com van ser Joan Llimona o Antoni Utrillo Viadera. Tots dos mantenen un estil més realista i no acostumen a fer personatges caricaturitzats. Entre altres artistes contemporanis que han pogut influenciar l'estil de Corominas trobem Toulousse-Lautrec o Steinlen.

## Catàleg d'obra

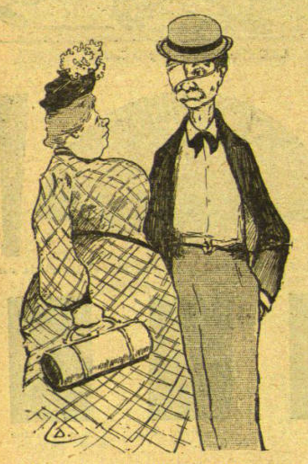
A la rambla
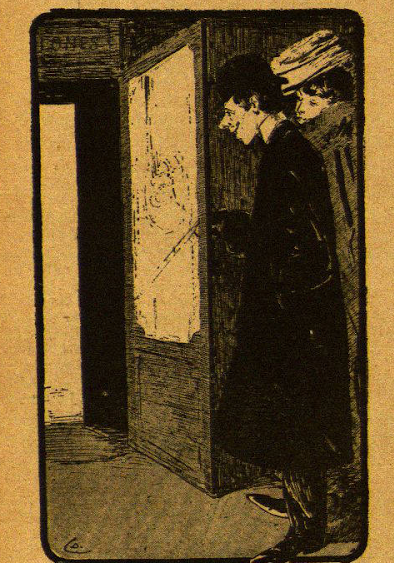
A l'Ateneu
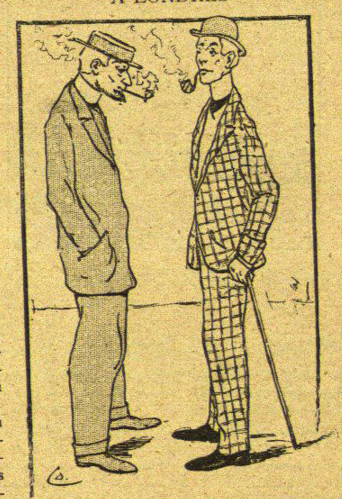
A Londres
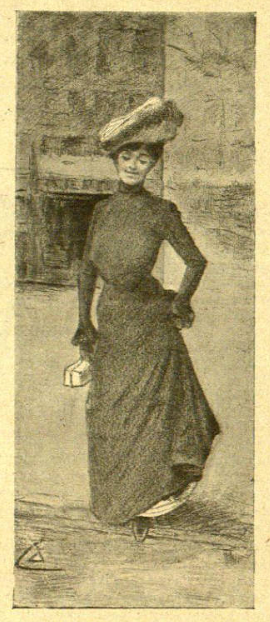
Consideració
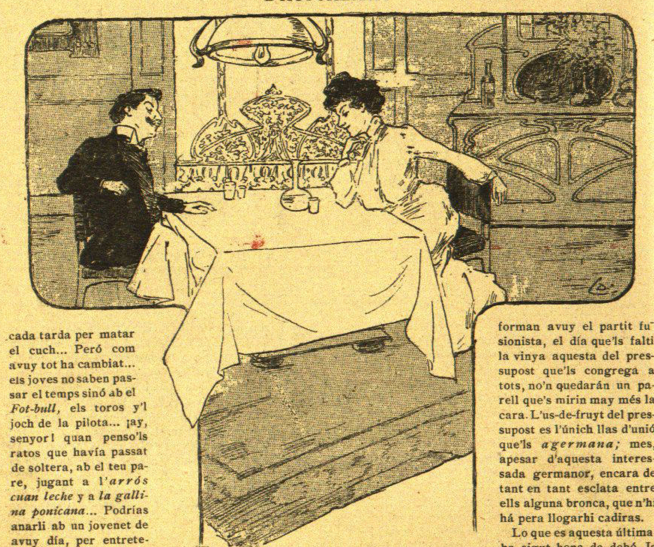
D’actualitat
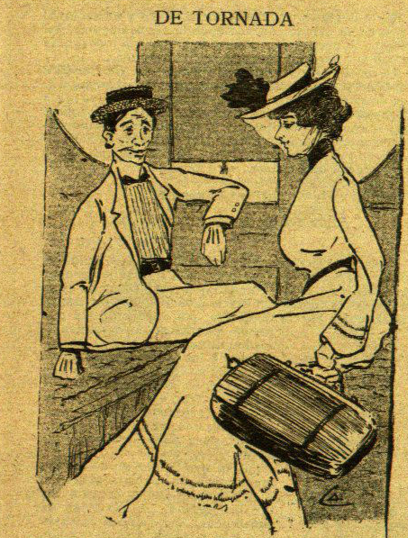
De tornada
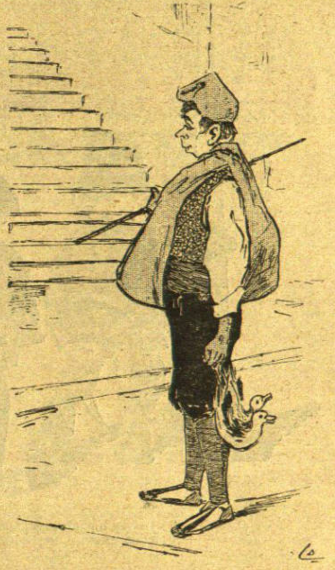
El baixador del Passeig de Gràcia
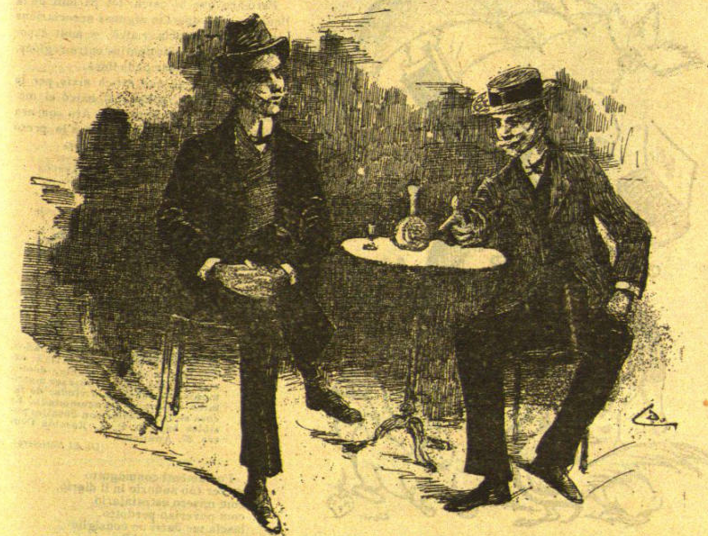
El remei de moda
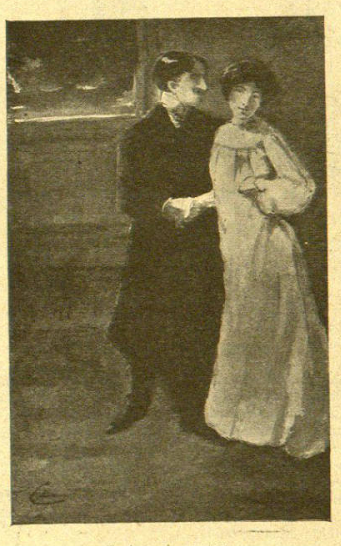
En plena lluna de mel
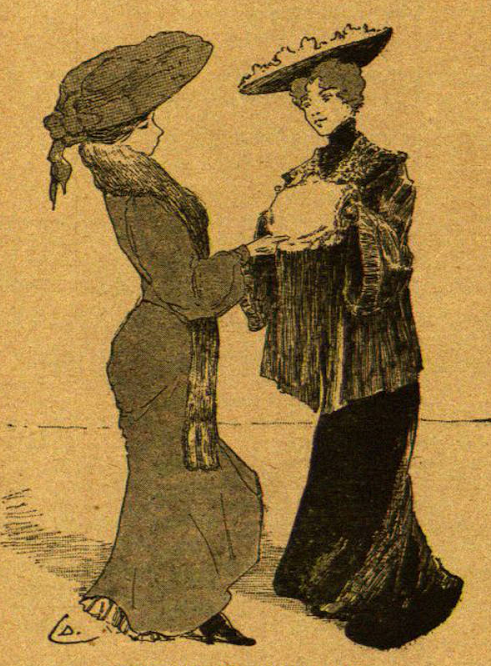
Entre amigas
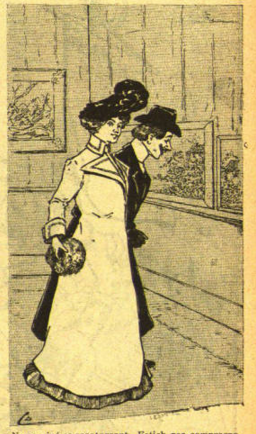
Exposició Degouve
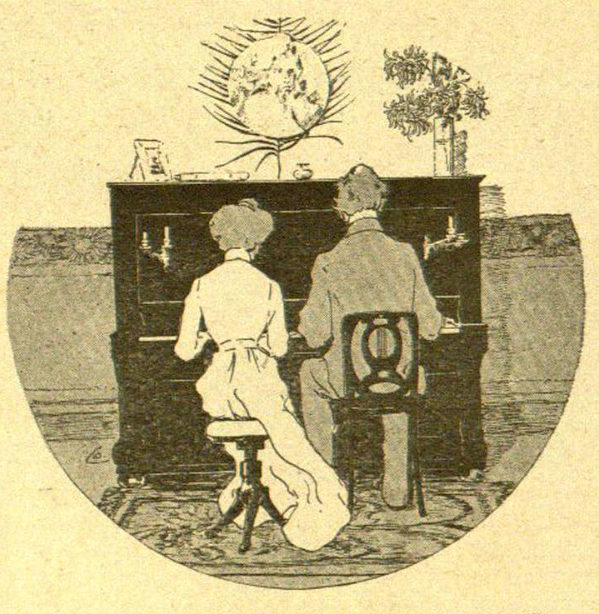
Filarmonía
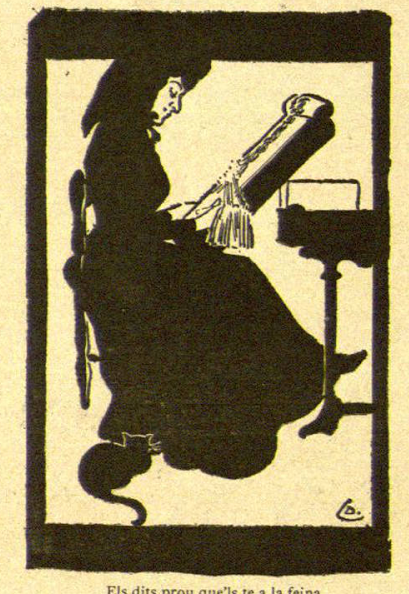
La puntaire
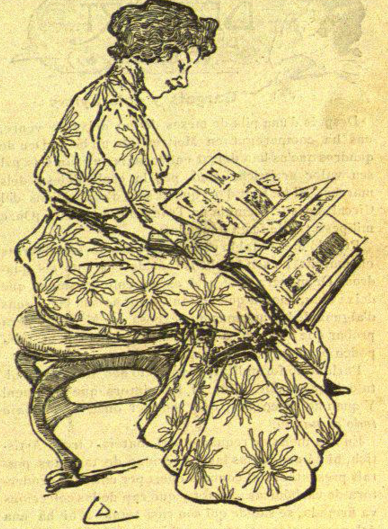
La Seba de les postals
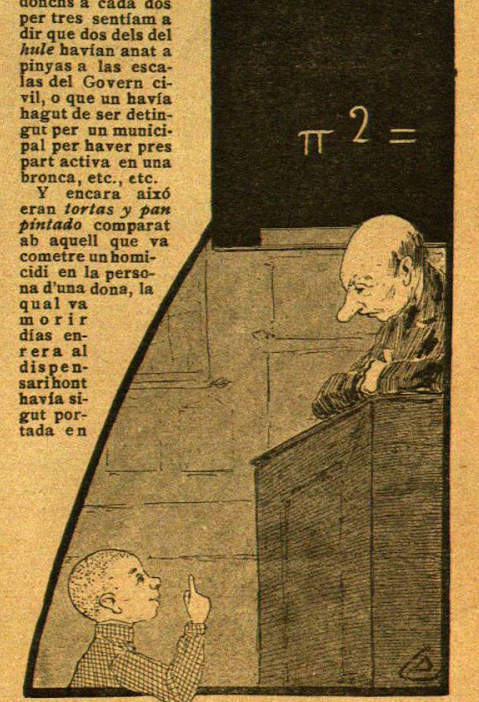
Llissó d'algebra
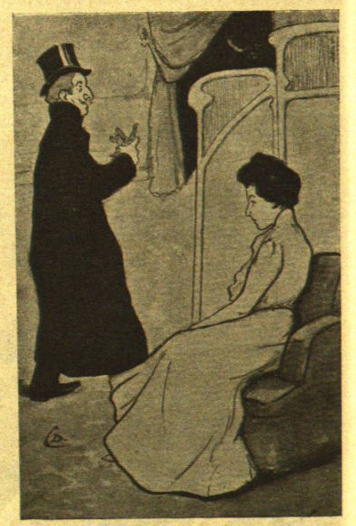
Modernisme Curialesch
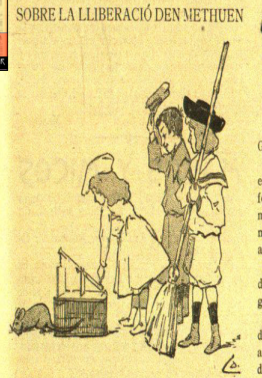
Obre la lliberació den Methuen
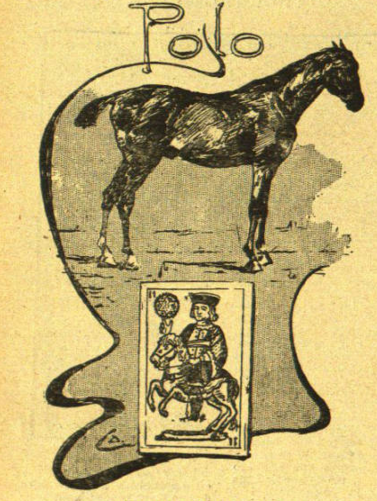
El caballo, Polo
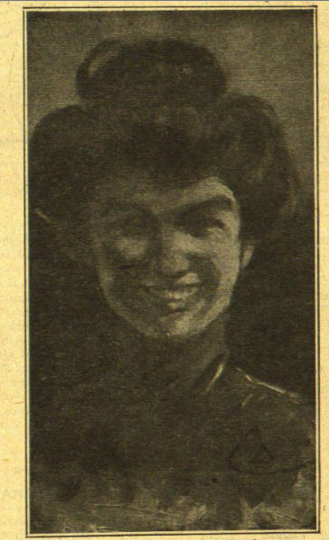
Qüestió de gustos
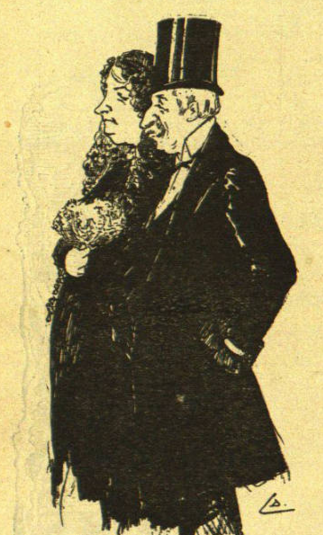
Seguint Monuments
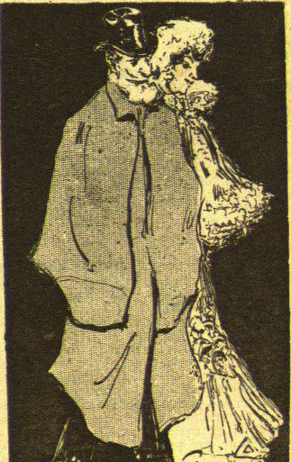
Sortint del Liceu
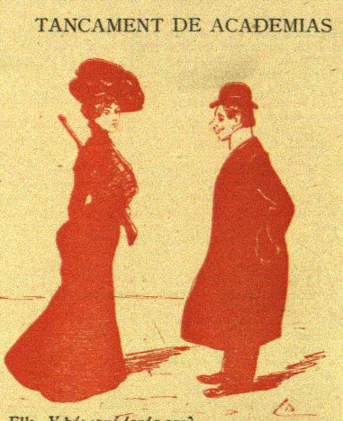
Tancament de academias
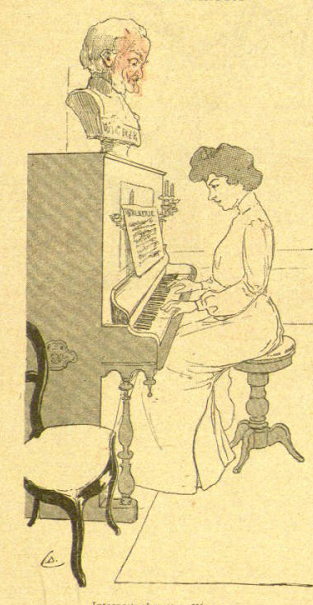
Una Wagnerista
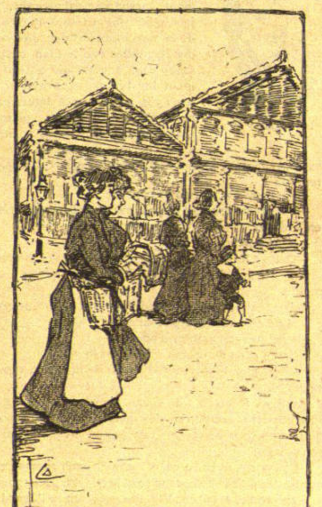
Venint del mercat